# Registan

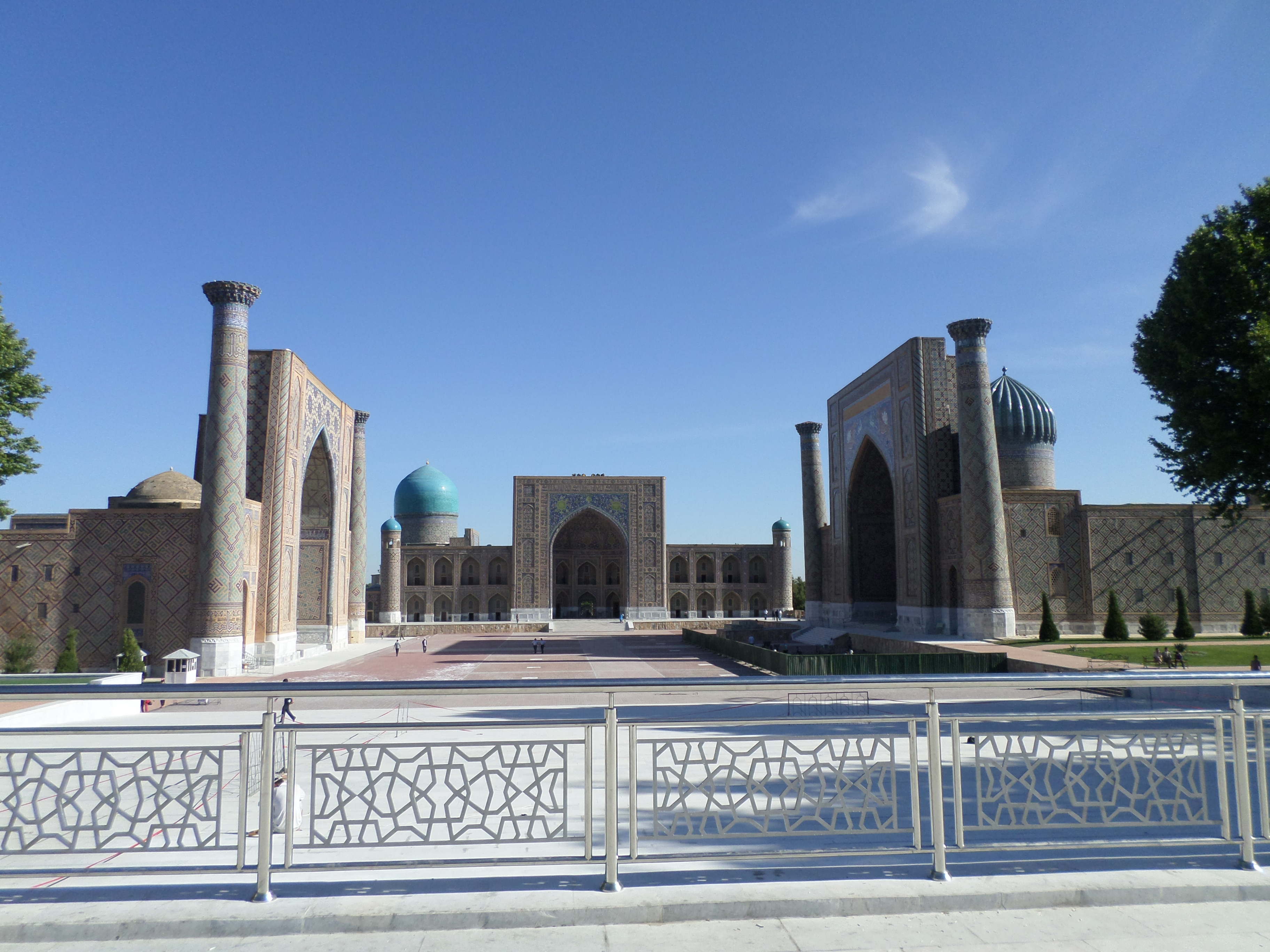
Registan

Registan är ett torg i Samarkand i Uzbekistan som ramas in av tre madrassa (Tilla-Kari, Ulughbek och Sher Dor).
Betydelsen av namnet är omtvistad, men enligt en version betyder det ungefär "sandplatsen". Registan var avrättningsplats och sanden ströddes ut för att täcka blod från halshuggningarna.
Anläggningen klassades som världsarv år 2001.

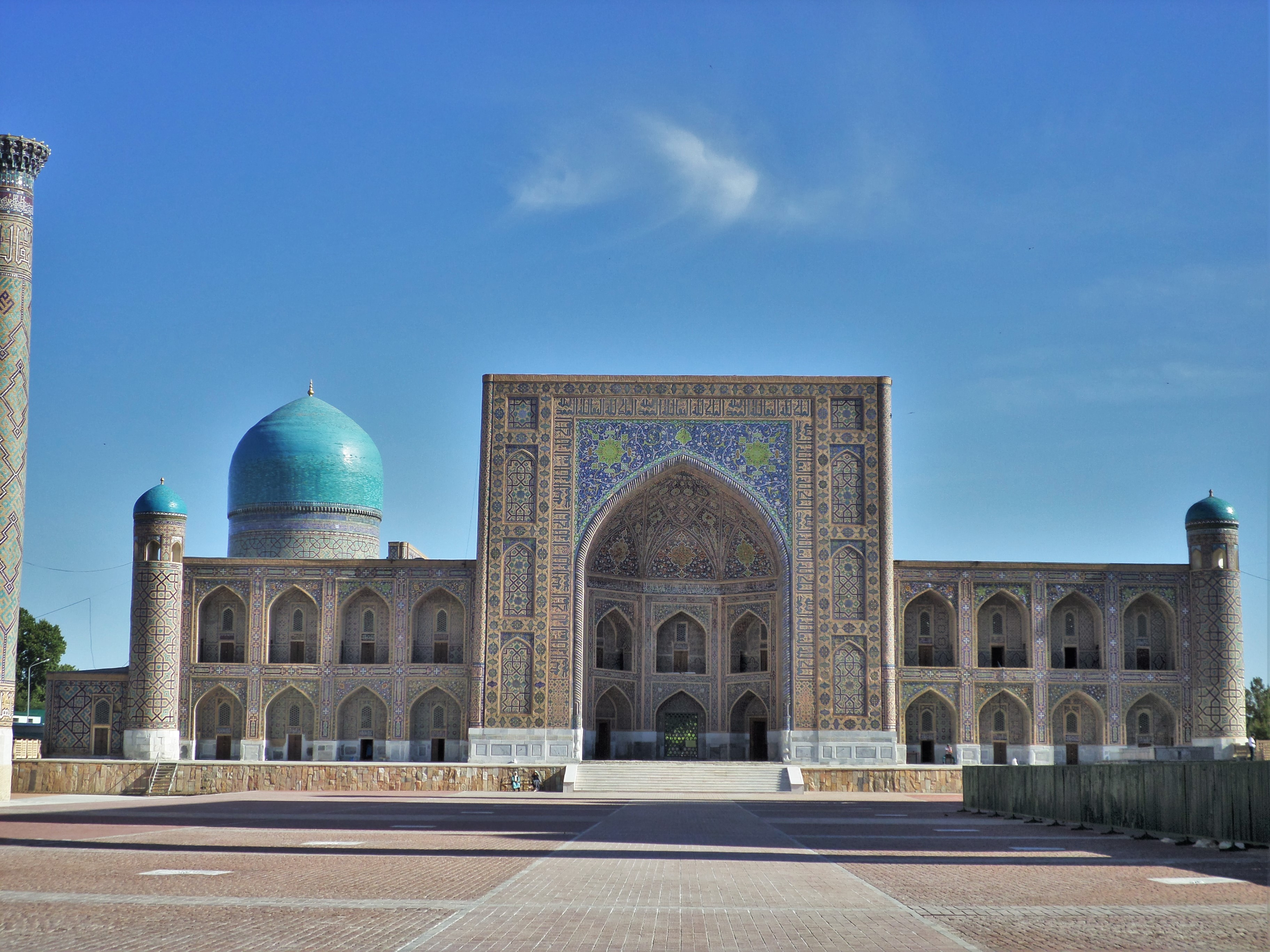
Tilla-Kari
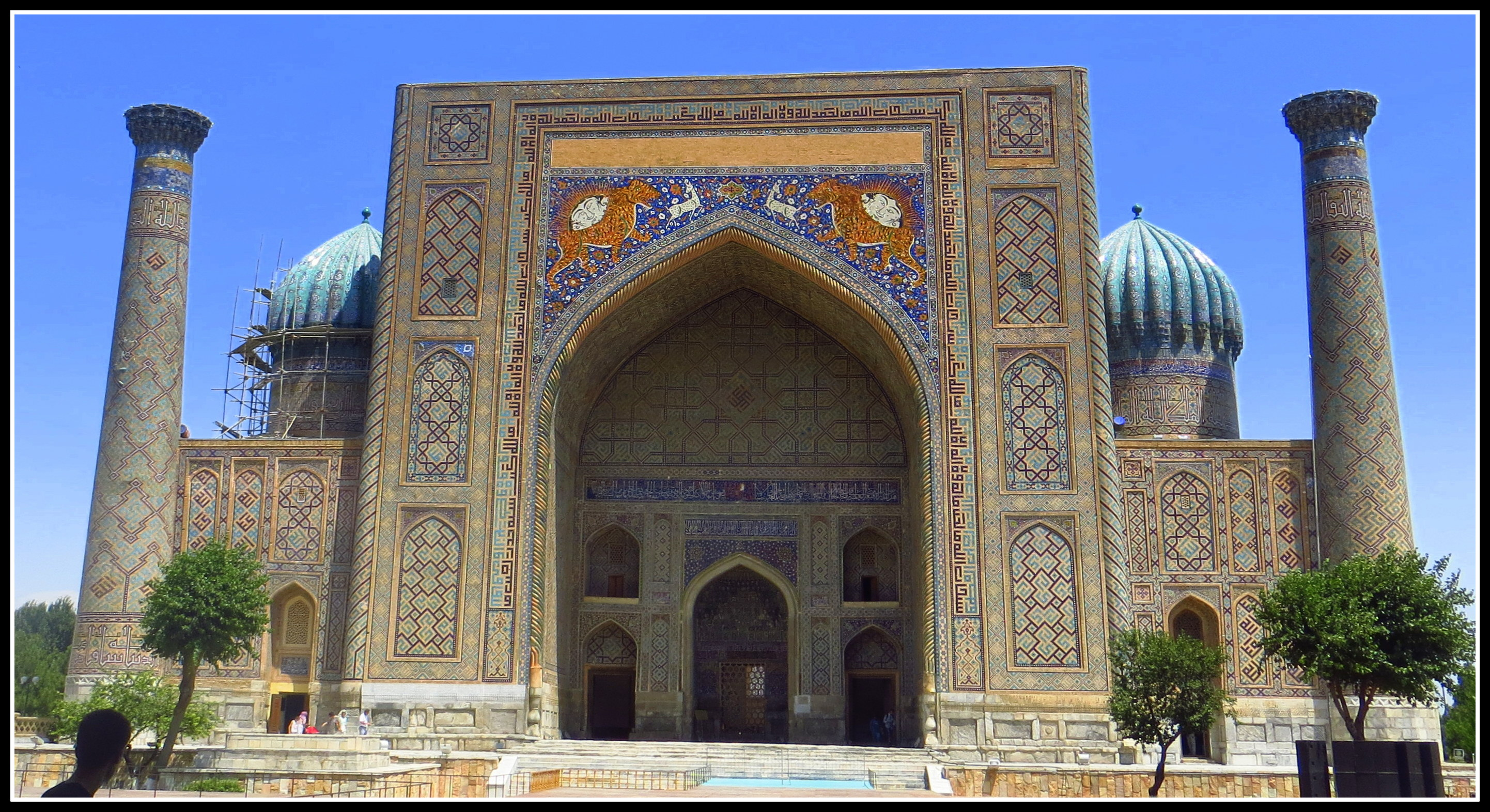
Sher Dor